# Vrcholák pravý

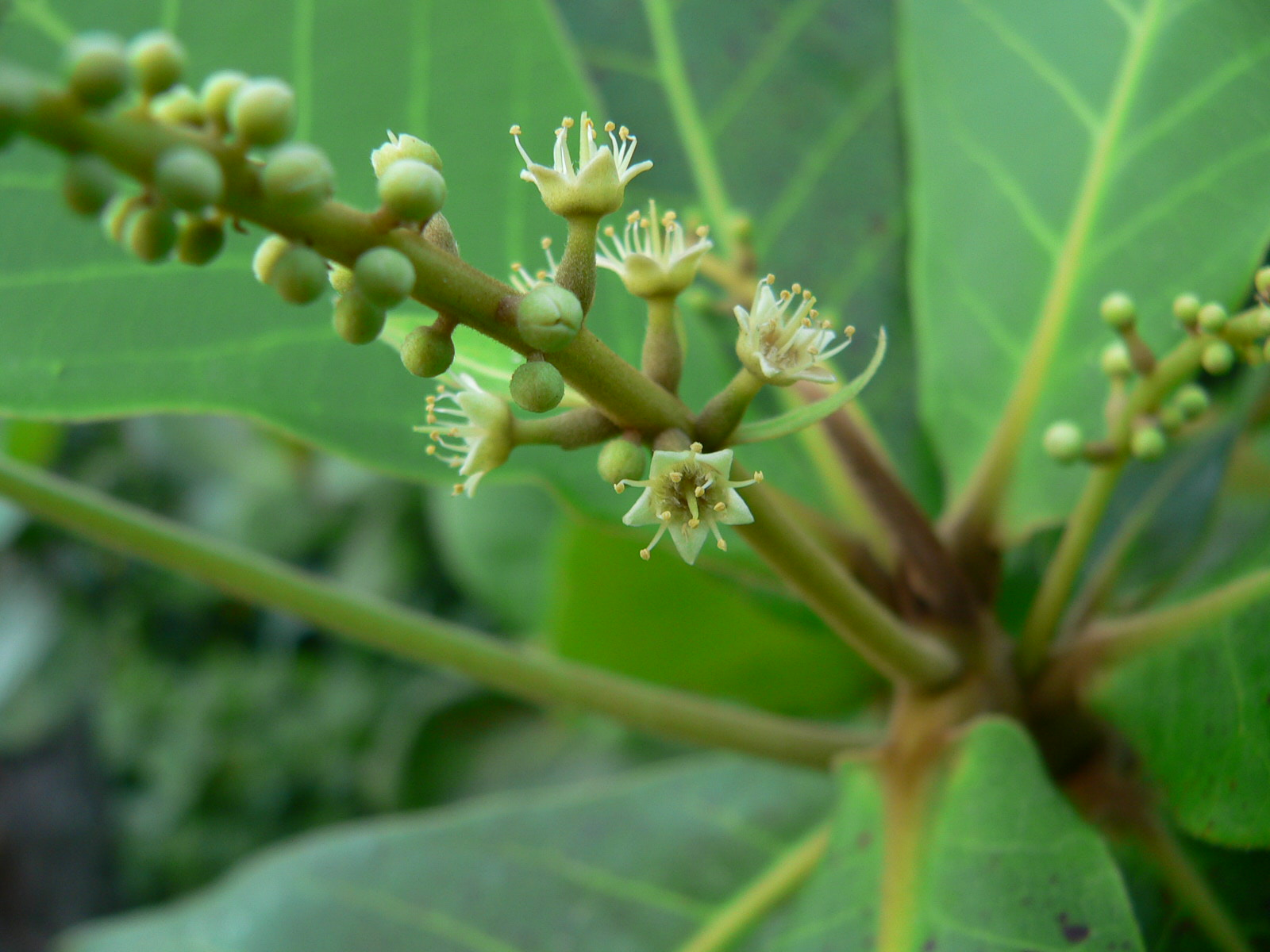
Květenství-otevřené oboupohlavné, zavřené samčí květy

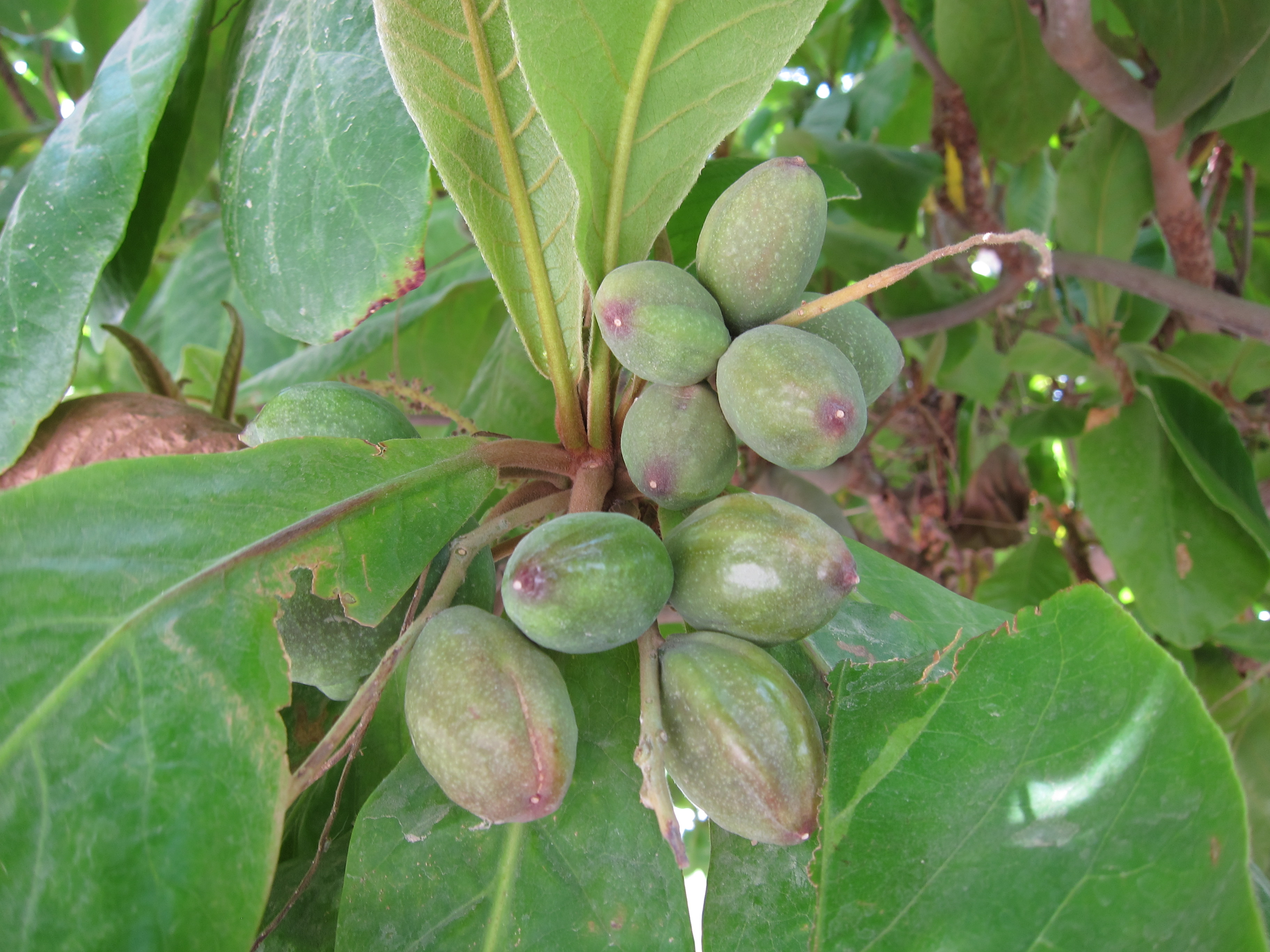
Plodenství

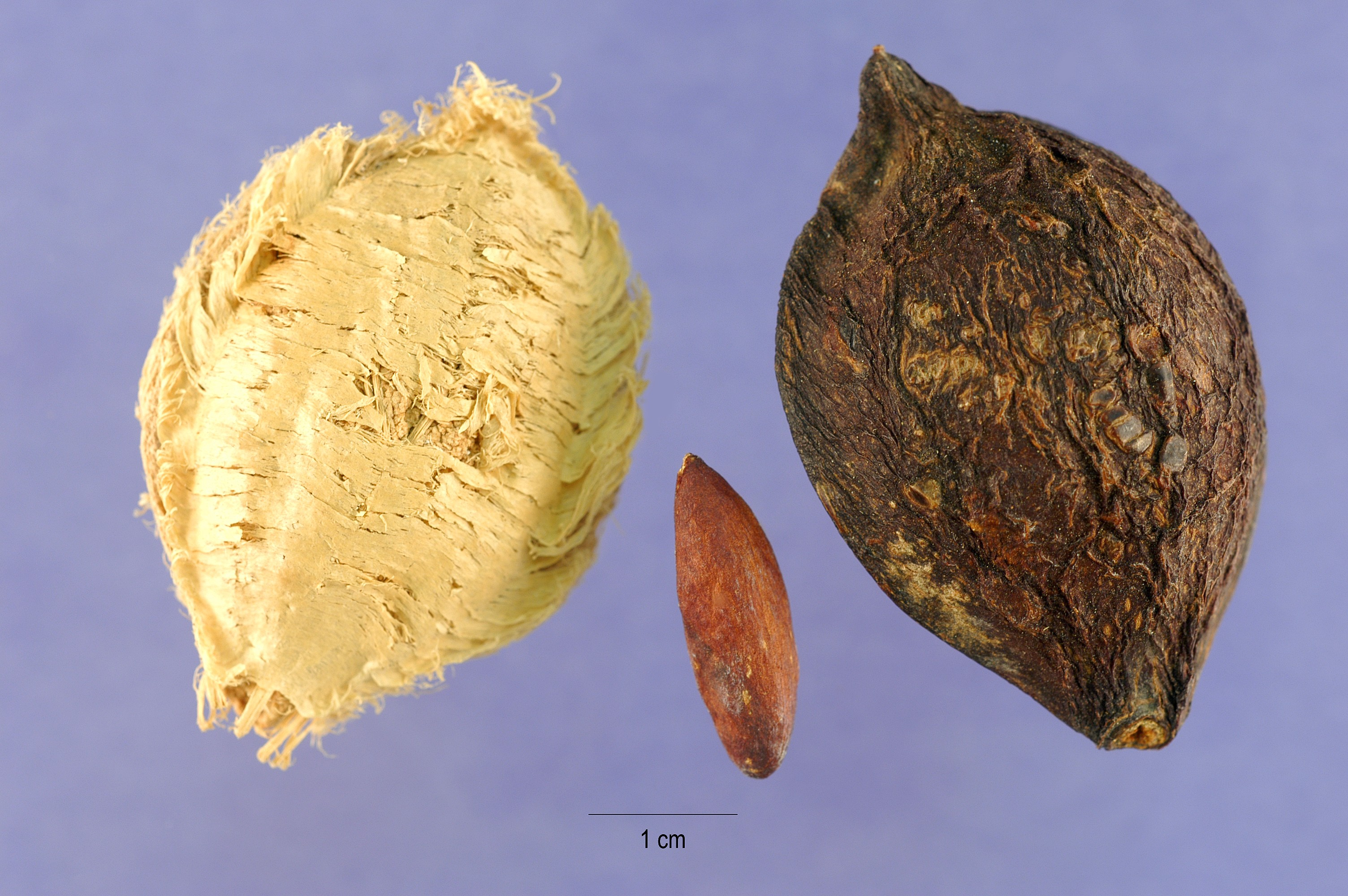
Plody a semeno

Vrcholák pravý (Terminalia catappa) je mohutný, tropický, jednodomý, krátce opadavý strom vysoký až 30 m. Je nejrozšířenějším druhem širokého rodu vrcholák a buď samovolně vyrůstá podél mořských pobřeží či mokřadů, nebo je vědomě pěstován. Je původní v rozlehlém areálu zabírající jih Arabského poloostrova, Seychely, Madagaskar a téměř všechny ostrovy západního a středního Indického oceánu, dále Indii, Bangladéš, Srí Lanku, jih Číny, Tchaj-wan, Myanmar, Thajsko, Kambodžu, Vietnam, Malajský poloostrov, Filipíny, většinu ostrovů Indonésie a ostrovy přiléhající k Nové Guinejí i severní Austrálii. Je také domácí dřevinou na severu kontinentální Austrálie a některých ostrovech v Tichém oceánu.
Přirozenou cestou i lidským přičíněním se vrcholák pravý jako nepůvodní druh také dostal do vlhkých pobřežních oblastí východní i západní tropické Afriky, na jih Severní a na sever Jižní Ameriky, stejně jako do Střední Ameriky a Karibiku, na Havajské ostrovy a Novou Kaledonií v Tichomoří.

## Ekologie
Vrcholák pravý nejčastěji roste v pobřežních lemech, na plážích, skalnatých březích, písečných dunách, po okrajích mangrovových bažin, v parcích, zahradách i okolo cest. Je považován za průkopnický druh v narušených pobřežních stanovištích, nevyskytuje se sice přímo v zátopových oblastech, ale v místech těsně nad úrovní přílivů. Má schopnost růst v široké škále půd, od písčité přes kamenitou až po těžkou jílovitou, snese pH půdy od 4,0 po 8,5 i zasolenou brakickou vodou, příliš mu neškodí ani silné slané pobřežní větry. Jeho kořenový systém je mohutný a hluboký, takže může omezovat pohyb písečných dun. Mladé semenáče tolerují částečné zastínění vzrostlými stromy, jak však postupně rostou požadují stále vyšší úroveň slunečního svitu. V mladém věku rostou velmi rychle, s přibývajícími roky se jejich růst zpomaluje.
Pro zdárný růst potřebuje vrcholák pravý vlhké a teplé subtropické nebo tropické klima s celoročními srážkami od 750 do 3000 mm, dobře však přežívá krátkodobá období sucha. Vyhovuje mu průměrná teplota nejchladnějšího měsíce +15 °C a nejteplejšího +35 °C, za absolutní minimum je považován pokles k +7 °C, při nižší teplotě chřadne a rychle odumírá. Mimo mořského břehu se vyskytuje do nadmořské výšky asi 400 m, často roste v rozlehlých nížinách podél širokých ústí řek. Ploidie druhu je 2n = 24. Terminalia catappa je typovým druhem rodu Terminalia.
Strom zpravidla jednou až dvakrát ročně ztrácí na krátké období listy, obvykle v období nástupu suchého období, listy neopadávají u všech stromů najednou. Před opadem se listy zbarví červeno-žlutě, říká se, že strom z nich odebírá živiny k recyklaci pro růst nových, které raší krátce nato. Počet a období opadu listů, doba kvetení a dozrávání plodů je rozdílné podle teritoria na kterém dřeviny rostou. Dřevo stromů bývá napadáno všekazy (termity) a dřevokazným hmyzem, listy jsou spásány sarančaty.

## Popis
Mohutný, dlouhověký, rozložitý strom pagodového tvaru s nápadně vodorovně rozloženými větvemi v pravidelných přeslenech. Dorůstá do výše 20 až 35 m a jeho koruna zabírá zhruba stejnou šířku. Kmen může být tlustý 1 až 1,5 m a má nahnědlou až černou, podélně se loupající kůru. Větve, hustě pokryté listovými jizvami, jsou porostlé střídavě vyrůstajícími listy nahloučenými na svých vrcholech ve zdánlivých přeslenech, odtud i rodové jméno stromu "vrcholák". Listy s krátkými řapíky jsou tuhé, kožovité, lysé, 15 až 30 × 10 až 15 cm velké, obvejčité až obkopinaté, bázi mají tupou a téměř srdčitou, na vrcholu jsou oblé nebo krátce špičaté, po obvodě celokrajné, na líci tmavě zelené a lesklé, na rubu bledě zelené a mívají okolo 10 párů žilek.
Četné jednopohlavné, drobné, zelenobílé květy vyrůstají ve štíhlých hroznovitých květenstvích 15 až 25 cm dlouhých. Několik málo spodních květů bývá oboupohlavných, zbytek jsou samčí, průměrný poměr samčích květů k oboupohlavným bývá 16:1, mnohá květenství jsou ryze samčí. Květy jsou voňavé, bývají v průměru asi 5 mm velké, pětičetný trubkovitý kalich je zelenkavý nebo bělavý, koruna není vyvinutá. Samčí květy obsahují deset tyčinek s prašníky rostoucí ve dvou kruzích, oboupohlavné mají navíc spodní jednodílný semeník a pestík čnící z kalichu. Květy produkují nektar i velké množství pylu a jsou opylovány včelami a dalším hmyzem.
Ve spodní části květenství se po opylení vytvoří jeden až pět přisedlých, nepravých plodů. Je to zprvu zelená, později červenavá, žlutavá nebo tmavě zelená, elipsoidní, silně stlačená a velmi tvrdá peckovice. Má dvě úzká, asi 3 mm křídla a bývá průměrně dlouhá 6 a široká 4 cm a obsahuje jediné jedlé semeno s krémovým nebo načervenalým osemením.

## Rozmnožování
Peckovice má vláknitou, korkovitou strukturu, je velmi lehká a pokud spadne do oceánu, což se stává často, dokáže bez újmy plout za pomoci mořských proudů na velkou vzdálenost, semeno si podržuje klíčivost po dlouhou dobu. Tato schopnost je prapříčinou hojného rozšíření vrcholáku pravého po místech omývaných Indickým i Tichým oceánem. Ve vnitrozemí vyrůstají noví jedinci z roznesených plodů, kterými se živí kaloni i mnozí ptáci, na mořském pobřeží spadané plody konzumují krabi.
Stromy bývají také uměle vysazovány lidmi jako okrasné a stín poskytující dřeviny. Po vysetí semen do půdy vyklíčí (více než 50 %) za tři až osm týdnů, semenáče velmi rychle rostou (více než 1 m/rok) a z počátku tolerují částečný stín. Za tří toky již obvykle kvetou a to žádají plné světlo.

## Význam
Vrcholák pravý se snadno usazuje na nových místech, kde narušuje původní vegetaci a mění ráz krajiny. Je proto např. na Floridě, ostrovech Karibiku i v Brazílii považován za invazní druh.
Jádra uvnitř plodů jsou jedlá, konzumují se syrová nebo pečená a chutnají jako mandle, proto získala jméno "mořské mandle" a strom "mandlovník mořský". Na slunci usušená jádra obsahují 35 až 55 % jedlého, žlutého oleje používaného k vaření a jako náhrada mandlového oleje. Vnitřní vláknitá dužina plodů (mezokarp) mezi obalem a peckou sice příjemně voní, ale není chutná.
Dřevo stromu je kvalitní, pružné, pevné, má červenou barvu a průměrnou hustotou 450 až 720 kg/m³. Používá se pro stavbu budov, mostů, lodí, vyrábějí se z něj dřevěné konstrukce a různé nádoby. Jeho kůra obsahuje až 25 % taninu a je bohatým zdrojem žlutého a černého barviva na kůži a pro výrobu inkoustu. Listů se užívá jako obkladů na revmatické klouby, pro chov bource morušového a mladé větvičky slouží jako krmivo pro dobytek. Namáčené sušené listy uvolňují antibakteriální a protiplísňovité látky, snižují pH vody, podporují hojení ran po houbovitých nemocech u ryb a celkově podporují jejich tření. Strom má do hloubky i šířky rozložené kořeny a dobře zabraňuje pohybu písečných dun směrem do vnitrozemí i erozi mořského pobřeží následkem přílivu a odlivu.